# Gran inundación de melaza de Boston
La gran inundación de melaza de Boston (en inglés: Great Molasses Flood) tuvo lugar el 15 de enero de 1919 en el barrio de North End en Boston, Massachusetts, Estados Unidos. Un fallo estructural en un tanque que almacenaba una gran cantidad de melaza anegó por completo las calles del norte de Boston, avanzando a unos 56 kilómetros por hora. La inundación acabó con la vida de 21 personas e hirió a otras 150.

## Historia

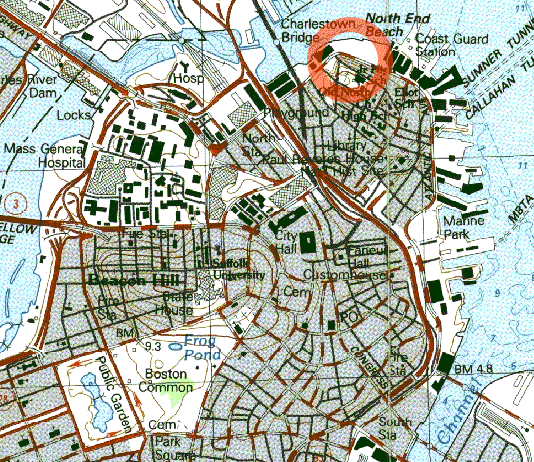
Mapa de Boston con el barrio de North End señalado con un círculo rojo.

El desastre ocurrió en la destilería local de Purity Distilling Company, el 15 de enero de 1919, en vísperas de la ratificación de la XVIII enmienda de la Constitución de los Estados Unidos, que prohibiría la producción de alcohol hasta 1933, cuando se aboliría la ley seca. 
En ese momento, la melaza era el edulcorante más utilizado en los Estados Unidos. También se utilizaba fermentado para producir etanol, que a su vez se usaba tanto en la producción de bebidas alcohólicas como en la producción de municiones y armamento. La planta en la que se producía la melaza esperaba ser transferida de la Willow Street a Evereteze Way, en la actualidad en la localidad de Cambridge.
En el 529 de Commercial Street se localizaba un gran tanque de melaza de 17,7 metros de alto y 27,4 metros de diámetro, capaz de almacenar hasta 8,7 millones de litros de melaza. Ese mes de enero fue mucho más cálido en comparación con el duro clima invernal de Massachusetts, provocando la rotura de los remaches de la estructura y vertiendo toda la melaza, que terminó inundando el barrio de North End.
El colapso hizo que la melaza provocase una ola de entre dos y cuatro metros de altura, que se desplazó a 56 km/h y con una presión de 200 kPa. La onda fue lo suficientemente potente como para romper las vigas de la estación de tren de la Boston Elevated Railway en Atlantic Avenue, además de conseguir levantarlas. Muchos edificios terminaron anegados por la melaza y adquieron una capa de entre 0,6 a 0,9 metros.
El Boston Globe aseguró que alrededor de 150 personas terminaron heridas y 21 fallecieron a causa de la melaza, algunas de ellas aplastadas y otras cubiertas de melaza, al igual que muchos caballos estacionados cerca de la fábrica que no padecieron lesiones de gravedad. Menos precisión tuvo The New York Times, que tan solo señaló doce muertos en el desastre.